# Winchester Model 71
O Winchester Model 71 é um rifle de repetição de ação de alavanca, produzido pela Winchester Repeating Arms Company, foi inserido no mercado em 1935 e descontinuado sua produção em 1958.

## Descrição
A Winchester Model 71 é uma arma que foi desenvolvida a partir do clássico Model 1886, sendo uma arma de repetição que apresentava algumas melhorias e pequenas mudanças em relação a mesma. O novo rifle de repetição foi introduzido no mercado de armas em 1935, porém apesar de ser uma arma de qualidade indiscutivel, sofreu para conquistar mercado e competir com os outros rifles similares apresentados na época, isso porque o Winchester Model 71, apresentava um preço um pouco maior do que seus concorrentes. Um grande exemplo de rifle de repetição similar que gozou de melhores vendagens por ter um preço mais acessível, foi o Remington .35. O Model 71 foi fabricado especialmente para o cartucho calibre .348 Winchester, porém pode se encontrar algumas versões mais raras para cartuchos .45-70 e .33 WCF.